# 이기환
이기환(李起桓, 1955년 2월 17일 ~ )은 대한민국 소방공무원 출신 대학 교수이다.

## 주요 경력
- 1980년: 제2기 소방간부후보생[1]
- 1996년: 대구중부소방서장
- 1996년: 대구소방안전본부 구조구급과장
- 2000년: 대구소방안전본부 소방행정과장
- 2003년: 행정자치부 중앙소방학교 교학과장
- 2004년: 부산소방본부 방호과장
- 2004년: 소방방재청 대응기획과장
- 2006년: 부산소방본부장
- 2008년: 소방방재청 소방정책국장
- 2009년: 서울소방재난본부장
- 2009년: 소방방재청 차장
- 2011년: 소방방재청장

## 학력
- 영남고등학교 졸업
- 한국방송통신대학교 행정학 학사
- 경북대학교 행정대학원 행정학 석사
- 대구대학교 행정대학원 행정학 박사

## 수상
- 홍조근정훈장

## 논란

### 편중 인사 논란
2012년 10월 16일 현직 소방관 모임인 소방발전협의회는 '소방방재청장 권력사유화에 대한 엄정한 조치를 촉구한다'는 제목으로 '2012년 2월 단행된 인사 이동과 관련해 소방방재청장이 특정 지역에 편중된 인사를 기용했다는 의혹이 불거졌고, 이의를 제기한 이에게는 보복성 인사 조치를 내렸다'는 내용이 담겨 있는 성명서를 발표했다. 이에 대해 소방발전협의회 관계자는 "감사를 진행한다면 비리가 드러나든 결백이 밝혀지든 결론이 나와야 하는데, 5주가 넘도록 감감 무소식이라는 것은 이해할 수 없는 일" 이라며, "내부에서 의혹이 제기되고 있고, 이러한 의혹이 어느 정도 타당성이 있는 만큼 시비가 명백하게 밝혀져야 한다는 취지에서 성명서를 발표했다" 며 "내부에서는 대통령선거를 앞두고 있으니 결론이 나왔어도 자연스럽게 교체하는 수순으로 가기 위해 발표를 덮어두는 게 아니냐는 말까지 나온다" 며, "누구의 편을 드는 것이 아니라 절차를 투명하게 밝히고, 조직 내부의 불신을 잠재우기 위해서라도 이 사안은 꼭 밝혀져야 할 일" 이라고 강조했다.
한편, 민주통합당 진선미 의원은 소방방재청 국정감사가 있었던 2012년 10월 12일 보도자료를 통해 "소방방재청 고위직 승진 인사 시 기준이 차등적으로 적용되었다는 의혹이 제기돼 9월에 감사원 특별감사를 받았다. 소방공무원 전입자 선발 관련 전입기준(소방방재청 훈령) 위반 사례가 있었고, 인사 문제와 관련한 계좌추적과 인사 실무자 조사가 이루어졌다" 고 밝혔으며 "이기환 청장 취임 이후 영남 지역 인사의 승진률이 이전에 비해 높아졌고, 특히 소방준감, 정감, 총감 등 고위직의 경우 영남 출신 승진자가 50%에 달한다"고도 전했다.
2012년 11월 9일 전북지역 소방공무원 최고 수장인 전라북도 소방본부 소방준감 심평강 본부장이 일방적으로 직위해제당한 것으로 알려져 파문이 일었다. 소방방재청은 '소방공무원 복무규정위반 등으로 중징계 의결 요구 중이므로 그 직위를 해제함'이라는 짤막한 공문을 전라북도청에 하달했다. 계급 정년에 걸려 2012년 말 퇴임을 앞두고 있는 인사에 대해 일방적으로 직위해제 통보가 하달되자 일선에서는 심 본부장의 불명예 퇴진을 염두에 둔 보복성 인사라며 소방공무원들이 크게 술렁였다.
소방방재청은 직위해제 사유로 전국 시·도소방본부장 회의에 2회 불참하는 등 불성실하게 근무에 임했고, 소방공무원의 명예를 훼손했다는 이유를 대고 있지만 소방본부장이 국가직이긴 하지만 전라북도지사의 지시를 우선시해야 한다는 점에서 회의 불참 등은 이유가 되지 않는다는 평가다.
심 본부장은 징계위원회가 소집된 후 결과에 따라 파면이나 해임, 정직 등의 처분을 받게 된다. 해임이나 정직의 경우 불명예 퇴직이라는 멍에만을 안게 되지만, 파면의 경우 연금도 절반으로 줄게 된다.
이에 대해 소방공무원 A씨는 "소방공무원을 대표하는 사람을, 정년이 한 달 반 밖에 남지 않은 상황에서, 그것도 생일날에 직위해제하는 건 도저히 이해할 수 없는 행태"라고 비난했다.
2012년 11월 12일 심평강 본부장이 자기의 직위를 해제한 이기환 소방방재청장을 상대로 서울중앙지방검찰청에 고소·고발장을 내는 정부 조직 초유의 사건이 발생했다. 심 본부장은 이 소방방재청장이 지역 편향 인사를 해오면서 비리를 저질러왔다고 주장하며 소방방재청과 맞서왔다. 심 본부장은 이 청장을 고소·고발한 뒤 국민권익위원회에 "공익을 위한 신고·제보인 만큼 부패방지법에 따라 신분을 보장해달라"고 신청했다.
2012년 11월 13일 심평강(54) 전 전북소방본부장이 정부중앙청사에서 기자회견을 통해 자신의 직위해제 부당성을 주장하며 이기환 소방방재청장의 지역편향 인사를 비판하며 "이 청장이 전북 출신 소방방재청 간부들에게 불이익을 주겠다고 협박했다는 소문이 파다하다."라고 주장했다. 2012년 3월 대기발령 받은 고위 간부가 청장실에서 최근 불합리한 인사에 대하여 문제점을 제기하고, 합리적 인사를 해 줄 것을 건의하자 구체적으로 전북 출신자들의 명단을 하나하나 거명하며 "전북놈들, 똘똘 뭉쳐서 나를 몰아낼려 그래, 너희들 잘 될 것 같아, 두고봐"라며 전북 소방관 전체를 비하·매도했다는 것이다.
또한 소방간부 인사에 대해 다음과 같은 자료를 제시하였다.
- 소방간부후보생 3기 이하 중심의 기 소방감 승진자 7명 중 5명이 영남출신(71%)임에도 1명을 추가 특별승진시키고(75%), 지난 2월 승진임용제청자 5명 중에서 3명이 영남출신이며, 최종 임용자 1명이 영남 출신

※소방감 이상 출신지역 현황
- '12. 3월(10명):영남6(60%), 전남2(20%), 경기1(10%), 충남1(10%)
- '12. 8월(11명):영남6(55%), 전남3(27%), 경기1(9%), 충남1(9%)
※영남출신 소방감 이상 소방방재청 근무 현황
- '12. 3월(3명,100%): 청장1, 국장1, 중앙소방학교장1
- '12. 8월(4명, 75%): 청장1, 국장2, 중앙소방학교장1
- '12. 10월(3명, 100%): 청장1, 국장1, 중앙소방학교장1
그 외에도
- 전북 출신 고위 인사에게 '12. 2월 승진심사 전에 "나이도 젊고, 계급정년도 많이 남았으니 한 템포 늦춰가라"며 말한 후 2월 승진후보제 제청시 탈락시킨 반면, '11년도 시·도 화재피해 저감평가에서 다수 화재 사망자 발생에 따른 평가기준 미달로 경고를 받은 바 있고, 최하위 평가를 받은 동향 출신 고위 인사는 나이도 적고 계급정년도 2년이상 더 많이 남았음에도 승진시킴
- 승진 탈락한 전북 출신 고위 인사가 잘못된 인사질서를 바로잡아 주기를 요청하자 인사불만 표출을 이유로 위법하게 대기발령 하였으며, 2개월 후 소방정(4급 상당)으로 보하도록 되어있는 교육기관에 상위직급인 소방준감(3급 상당)인 자를 편법 파견발령(사실상 계급강등 행위로서 상식 밖의 인사)
- 특정지역 서장의 경우 청장과 동향 출신으로 중앙소방학교 재직시 몇몇 직원들로부터 소방방재청의 인사청탁을 명목으로 돈을 받은 사실이 학교자체 조사에서 확인됨[14]

이에 대해 소방방재청은 지역편중 인사가 아니라며 이 청장이 취임한 2011년 7월 이후 계급별 승진자 90명 중 전북 출신은 4명(4%)이며 그보다 승진자가 적은 시도는 부산(3명), 인천(1명) 등 8개로 나타났다고 밝혔다. 또 간부급인 소방령 이상 승진자 43명 가운데 전북이 3명(7%)으로 17개 시도 가운데 일곱 번째로 많이 분포했다고 덧붙였다. 방재청 관계자는 "지역별 승진자는 충남이 가장 많았다."면서 "심 전 본부장의 주장은 사실과 다르다."라고 말했다. 이어 "심 전 본부장이 6월 가뭄대책 점검을 위한 긴급 시도 소방본부장회의 등에 계속 불참해 직무상 명령을 불복종했다."면서 "특정 소방본부장에 대해 '기안도 못하는 놈'이라고 폄하하며 품위 유지 의무를 위반했다."라고 설명했다.
심 전 본부장은 이같은 지적에 재반박하며 "승진 전 근속연수 등 인사의 질을 따져봐야 한다. 현재 소방방재청의 소방감 이상 핵심 간부 11명 중 영남 출신이 6명이며 본청은 3명 모두 영남 사람"이라며 징계에 대해서는 당시 전라북도지사 지시로 현지 근무를 하게 돼 이유를 사전보고하고 과장을 대리참석시켰다며 "현장업무가 있었기 때문이었고 사유서를 제출했다."며 "(소방방재청이) 악의적 보복을 했다."고 성토했다.
2013년 2월 7일 감사원이 공개한 '취약기관 고위공직자 비리 등 점검' 결과에 따르면 이기환 소방방재청장은 2012년 1월 소방준감(3급 상당) 계급 정년이 7개월 남아 소방감(2급 상당)으로 승진이 되지 않으면 퇴직해야 했던 A본부장을 구제하기 위해 편법을 사용했다. 감사원은 "내부의 반대가 있었음에도 이를 무시하고 전년도에 폐지했던 1계급 특별승진제도를 임의로 적용해 A본부장을 소방감으로 승진시켰다"라고 지적했다.
또한 이 청장이 과거 차장 재직 시절 직원들로부터 수백만원 상당의 향응을 받았다는 내용을 놓고 2012년 3월 감사원이 감사를 했다는 보고를 들은 뒤 B담당관을 내부 고발자로 자의적으로 판단, 강제 전출시키려 했다. 그러나 B담당관이 전출 명령에 동의하지 않자 명령 불응을 사유로 대기발령 2개월 뒤 한 단계 직급을 강등시켜 강제 파견 발령을 내렸다.
국가직과 지방직 간 소방공무원 교류에서도 상대적으로 승진 기회가 많은 국가직 소방공무원으로 전입하려는 지방직 4명을 "일을 잘할 것 같다"는 등의 막연한 사유로 특혜를 줬다. 이같은 결과에 따라 감사원은 행정안전부 장관에게 감사 내용을 이 청장에 대한 인사자료로 활용하도록 통보했다.
이에 대해 이 청장은 한겨레와의 통화에서 "감사원에서 발표한 사안이라 어쩔 수 없지만 인사권자로서 부당 지시는 아니었다고 생각한다"라고 말했으며 민주통합당 진선미 의원은 "국민의 재산과 생명, 안전을 위해 지금 이 순간에도 목숨 걸고 헌신하고 있는 전국의 일선 현장 소방관들에게 부끄럽지 않냐"며, "지역 차별, 측근 정실인사 자리다툼으로 소방 조직 자체를 갈등으로 내몰아 소방관 전체의 명예를 떨어뜨린 이기환 청장은 당장 사퇴하라"라고 주장했다.
한편 감사원은 '인사업무 부당 지시' 내용을 행정안전부에 통보했으며 국무총리실 역시 "감사결과가 사실임이 확정된다면 그 결과에 따라 조치를 취할 것"이라고 답변했다.

### 보은성 재취업 의혹
새정치민주연합 진선미 의원은 8일 소방방재청 국정감사 자리에서 이기환 전 소방방재청장이 한국화재보험협회 비상근 고문으로 재취업한 것이 ‘보은성 재취업’이라며 의혹을 제기했다. 진 의원 주장에 따르면 소방방재청 이기환 전 청장 재임기간 동안 역점적으로 추진했던 정책 중 하나는 다중이용업소 화재배상책임보험제도이며"이 청장은 이 제도의 도입 직후 퇴임해 재취업했고 취업심사를 담당하는 안전행정부 정부공직자윤리위원회도 부실심사로 재취업을 용인해 줬다"는 것이다. 진선미 의원은 “안전행정부 공직자윤리위원회가 이 청장이 재임기간 동안 추진해 왔던 화재배상책임보험제도와 이 보험상품을 판매하는 손해보험업체로 구성된 한국화재보험협회간의 연관성을 간과하고 부실한 취업심사로 취업을 허용해준 단적인 예”라고 지적하고, “국민의 눈높이에 맞는 엄격한 재취업심사가 이루어질 수 있도록 행정부로부터 독립된 정부공직자윤리위가 설치되어야 하며, 이 전 청장은 협회 고문직에서 스스로 사퇴하는 것이 마땅하다”고 했다.